# Iona (piesă de teatru)
Iona este o parabolă dramatică cu un singur personaj scrisă de dramaturgul și poetul român Marin Sorescu și a fost publicată pentru prima dată în Luceafărul nr. 2 din 18 ianuarie 1968. Drama a fost numită de către autorul însuși drept tragedie în patru tablouri și face parte, alături de alte două piese ale aceluiași autor, Paracliserul și Matca, dintr-o trilogie dramatică intitulată Setea muntelui de sare, publicată într-un volum în 1974. Eroul din Iona este un pescar, solitar, înstrăinat de ai săi, care își pune problema cunoașterii și a destinului, pentru a descoperi absurdul.

## Geneza operei
Drama pornește de la mitul biblic al pescarului Iona, pedepsit pentru că a nesocotit cuvântul lui Dumnezeu și nu a propovăduit în orașul Ninive. A fost  închis patru zile în burta unui pește uriaș, timp în care s-a rugat și s-a pocăit. După ce a fost eliberat și-a asumat rolul de profet al cuvântului biblic.

## Subiectul
Piesa este o meditație filosofică dramatică asupra omului și a vieții sale. Tema piesei este dată de singurătatea ființei, de căutare a libertății și a identității piedute. Marin Sorescu folosește mitul biblic pentru a realiza o dramă existențialistă, încercând să trezească conștiințele adormite de păcat și să salveze lumea. Dramaturgul nu a intenționat să scrie o dramă creștină, ci să reactualizeze un vechi mit biblic într-o perspectivă modernă. Personajul lui Sorescu este opus celui biblic, pocăința devine revoltă, omul este desacralizat.

## Structură
Piesa, subintitulată „tragedie în patru acte”, este compusă din patru tablouri care conțin un lung monolog despre marile probleme ale existenței: viața, moartea, libertatea, Dumnezeu.

### Tabloul I
Iona se află în burta peștelui fără un motiv de început.

### Tabloul II
În acest tablou este vorba despre Iona care își dă seama că este înghițit de balenă și meditează asupra oamenilor și peștilor.

## Premiera piesei
- Stagiunea 1968-1969, București - Teatrul Mic din București

Regia: Andrei Șerban
Iona: George Constantin

## Reprezentațiile piesei la alte teatre
- 10 octombrie 1991, București - TNB[5]

Regia: Ioan Ieremia
Regia tehnica: Eduard Manea
Scenografie: Ioan Ieremia
Ilustrație muzicală: Gheorghe Adamschi
Distribuția:
Iona: Radu Ițcuș
- 12 aprilie 2011, Deva - coproducție a Teatrului de Artă din Deva și a Teatrului Național „Marin Sorescu” din Craiova[6]

Regia: Ilie Gheorghe
Regia tehnica:
Scenografie:
Ilustrație muzicală:
Distribuția:
Iona: Ilie Gheorghe
- Septembrie 2019, București, Teatrul Dramaturgilor Români[7][8] • 16 ianuarie 2020, Slatina, Complexul cultural „Eugen Ionescu”[9]

Coordonare scenică: Victor Ioan Frunză
Decor: Vladimir Turturica
Muzică originală: Lucian Maxim
Distribuția:
Iona: Lari Giorgescu mai 2025, Sibiu, Teatrul Radu Stanca

## Personajele
Drama are un singur personaj, pescarul Iona, care este inspirat după personajul biblic cu același nume ce a fost înghițit de un pește mare.